# 杨高北一路
杨高北一路是中国上海市浦东新区的一条主干道路，南北走向，南起环东一大道接杨高北路，北至东海西路和威斯路，全长900米，属于杨高路的北段。

## 周边建筑物
- 上海浦东国际集装箱码头有限公司

## 交会道路（北向南）
- 环东一大道
- 港华路

外环运河桥
- 东海西路（西）、威斯路（东）